# Montreuil-le-Gast
Montreuil-le-Gast (en bretó Mousterel-ar-Gwast, en gal·ló Montroelh-le-Gast) és un municipi francès, situat a la regió de Bretanya, al departament d'Ille i Vilaine.

## Demografia
| 1962                                       | 1968 | 1975 | 1982  | 1990  | 1999  |
| ------------------------------------------ | ---- | ---- | ----- | ----- | ----- |
| 507                                        | 513  | 801  | 1.136 | 1.580 | 1.604 |
| Des de 1962: població sense dobles comptes |      |      |       |       |       |

## Administració
| Període   | Identitat        | Partit |
| --------- | ---------------- | ------ |
| 2001-2008 | Alain Marsac     |        |
| 2008-     | Jean-Yves Billon |        |